# IC 2977
IC 2977 је спирална галаксија у сазвјежђу Кентаур која се налази на листи објеката дубоког неба у Индекс каталогу.
Деклинација објекта је - 37° 41' 46" а ректасцензија 11h 55m 14,5s. Привидна величина (магнитуда) објекта IC 2977 износи 12,6 а фотографска магнитуда 13,2. Налази се на удаљености од 43,914 милиона парсека од Сунца. IC 2977 је још познат и под ознакама ESO 379-9, MCG -6-26-14, AM 1152-372, PGC 37405.